# The Udal

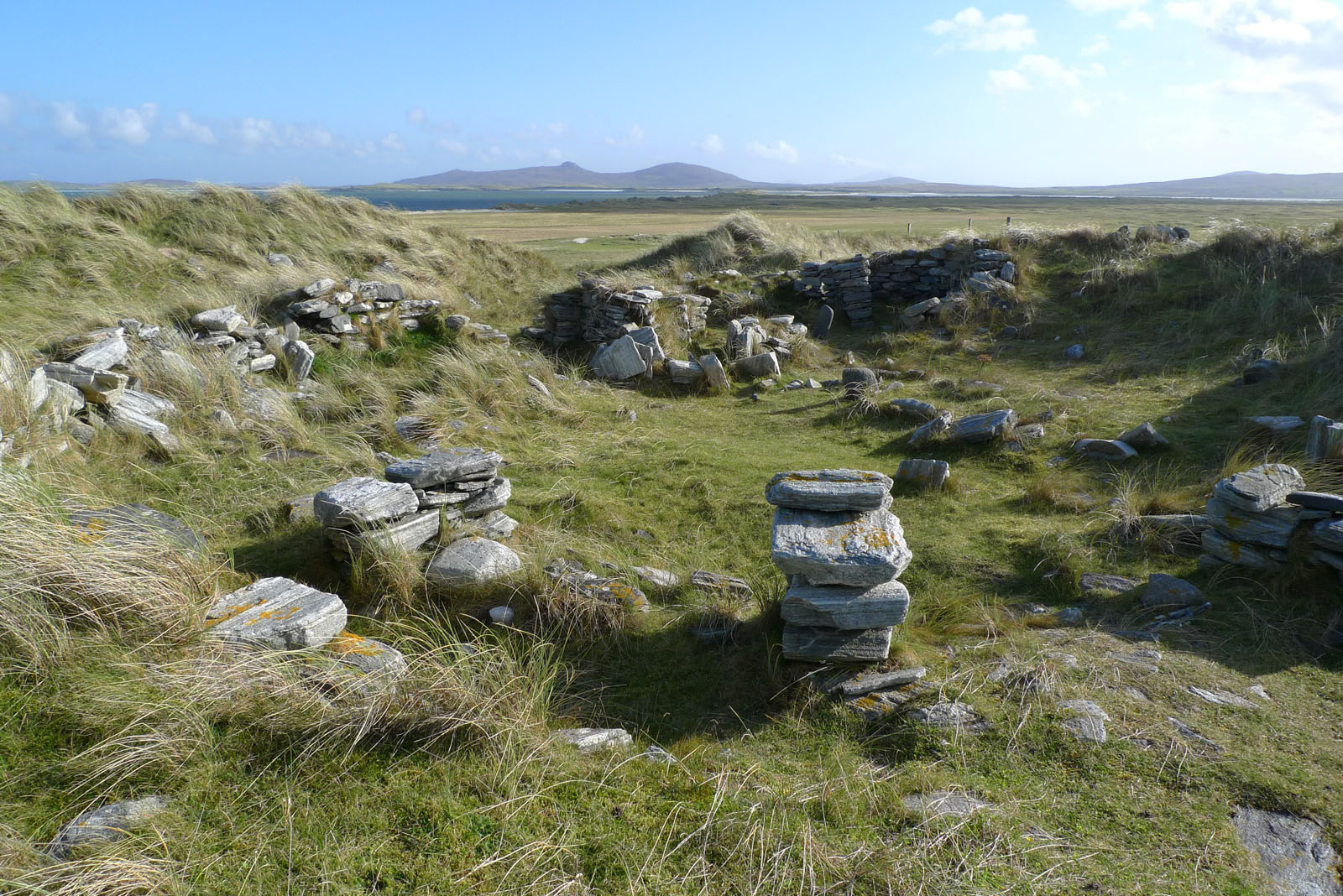
Wheelhouse auf Udal

The Udal (auch Coileagan an Udal oder Rubha an Udail genannt) bei Sollas auf der Hebriden-Insel North Uist in Schottland ist eine kleine Halbinsel und ein multikultureller Siedlungsplatz, der zwischen 1963 und den 1990er Jahren ausgegraben wurde. Wie der Jarlshof auf Shetland barg „The Udal“ innerhalb von ein paar hundert Metern die Reste einer etwa 5000 Jahre währenden Besiedlung, aber im Gegensatz zum Jarlshof wurde bei „The Udal“ nicht der Versuch unternommen die Strukturen zu erhalten.
The Udal teilt sich in drei Bereiche auf. Der früheste ist jungsteinzeitlich bis frühbronzezeitlich und wurde vom Ausgräber Iain Crawford „RUX“ genannt. Er liegt auf der heutigen Küstenlinie. 
Im Inland gab es zwei große Schuttberge, Udal Nord und Udal Süd. Udal Nord enthält in 30 Horizonten und beinahe zwei Jahrtausende überspannend die Strukturen der jüngeren Eisenzeit, der Pikten, der Wikinger, des Mittelalters und des Postmittelalters. Diese auszugraben hat zur Zerstörung der Straten geführt. Was blieb, gleicht einem archäologischen Steinbruch.
Zwischen Udal Nord und Süd liegt ein Bereich von tiefen eng benachbarten Furchen mit Ablagerungen von eingeäscherten Knochen auf kleinen Steinplattformen. Hier wurden Wheelhouse-Keramik und zwei Bestattungen gefunden. Crawford sah das Gebiet als den Friedhof und das Ackerland der letzten Bewohner von Udal Süd an, dessen Ausgrabung 1980 begann. 
In Udal Süd wurden zunächst zwei Wheelhäuser entdeckt. Ein großes, teilweise freistehendes 11-Pfeilerhaus auf dem Kamm des Hügels und ein kleineres 7-Pfeiler-Gebäude unmittelbar daneben. Am Eingang des größeren Wheelhauses liegt ein gut erhaltenes rechteckiges Gebäude mit drei Pfeilern. Von der Westseite des Hauses ausgehend liegt ein Souterrain. Im Jahre 1987 wurde in der Nähe das dritte Wheelhouse ausgegraben. Dies hatte die gleiche Größe wie das große Haus, mit der gleichen Anzahl von Pfeilern und dem gleichen Abstand dazwischen. Reste von Lehmputz hafteten an den Innenwänden.
Alle drei Wheelhäuser sind nach Südosten orientiert und haben links vom Eingang, an der Außenwand, einen Pfeiler. Bemerkenswerterweise hat aber keines den ansonsten üblichen Herd. Crawford hat eine Interpretation dieser Wheelhäuser vorgenommen. Er sagt, dass der zentrale Bereich unter freiem Himmel lag, und dass sie keine Häuser, sondern Tempel waren, die mit einer Art von Phalluskult verbunden waren. Doch die Belege für diese Hypothesen sind noch nicht vorgelegt, da bisher nur Details der Ausgrabungen veröffentlicht wurden. Die in den Häusern gefundenen Objekte enthielten Steinwerkzeuge, aber wenig Metall. Es gab einige bemalte Keramiken und fünf bemalte Steine, die ersten auf den westlichen Inseln, wenn sie auch von anderswo aus der Eisenzeit bekannt sind.
Eine bronzezeitliche Schmiede, aus dem 6. Jahrhundert v. Chr., stand vor den Wheelhäusern an dieser Stelle, die errichtet wurden, nachdem die Schmiede verfallen war. Ihre Hütten ergaben ein Radiocarbondatum aus dem 1. Jahrhundert n. Chr. Somit wurden die Wheelhäuser irgendwann dazwischen gebaut, frühestens im 4. oder 5. Jahrhundert v. Chr.

## Geologie
Der Lewisian Gneis der Äußeren Hebriden ist ein sehr altes Eruptivgestein, das vielleicht 30 Kilometer unterhalb der Erdkruste gebildet wurde. Vor mehr als zweieinhalb Milliarden Jahren verwandelte es sich in Gneis. Der Uist Gneis ist in der Regel durch nachträgliche Metamorphosen verzerrt und bricht höchst unregelmäßig. Der Bereich der Udal Halbinsel verpasste jedoch die zweite Phase. Durch eine Laune der Natur bricht der Fels in genau der Art von Platten die günstig für Baumaterialien sind. Die Folge davon ist deutlich am Bau der Udal Häuser zu erkennen.
Das 1957 ausgegrabene Wheelhouse von Sollas (gäl. Solas) liegt am Middlequarter an der Nordküste von North Uist.